# Дёмин, Сергей Павлович
Сергей Павлович Дёмин (1960, Пермь — 2000, там же) — советский футболист, полузащитник.

## Биография
Сергей Дёмин был младшим из трёх братьев. С детства все трое играли в футбол. Сергей начинал играть в шесть лет в дворовой футбольной команде Мотовилихинского района «Алый парус». В десять лет он оказался в СДЮШОР «Звезда» Пермь, позднее выступал за юношеские сборные РСФСР и СССР.
В 1977 году Дёмин стал игроком команды мастеров «Звезды». Через год играл в основном составе, в сезоне 1978 года забил семь голов, был пятым по результативности в команде, также выполнял функции диспетчера. Дёмина отличали хорошее видение поля, умение отдать зрячий пас и мастерство в розыгрыше стандартных положений. За 13 сезонов в «Звезде» Сергей сыграл 366 матчей и забил 35 голов в первой и второй лигах союзного первенства. По количеству сыгранных матчей он занимает третье место среди игроков «Звезды». В 1987 году Дёмин в составе клуба стал обладателем Кубка РСФСР, в 1988 году получил звание мастера спорта.
После сезона 1989 года в «Звезде» проходил процесс омоложения состава, и многие ветераны команду покинули. В 1990 году Дёмин ещё один сезон отыграл во второй лиге за уфимский «Гастелло», сыграл 37 игр и забил 1 гол. После этого из-за травм Дёмин ушёл из профессионального спорта. В 1992—1993 годах он был играющим тренером любительской команды «Химик» из Губахи. После расформирования команды окончательно ушёл из футбола.
С 1995 года и до смерти Дёмин работал грузчиком в одном из мебельных магазинов Перми. За неделю до смерти он был доставлен в психиатрическую больницу с диагнозом «белая горячка», был переведён в реанимацию, где умер в возрасте 40 лет.